# Ácido carbônico
O ácido carbônico(pt-BR) ou carbónico(pt-PT?) (H2CO3), é um composto químico do tipo ácido fraco, que ocorre naturalmente no meio ambiente, sendo encontrado na chuva, no sangue, também em bebidas. Um ácido que não pode ser isolado, mas poder ser produzido em soluções de éster.  E possui a fórmula química H2CO3,

## Produção

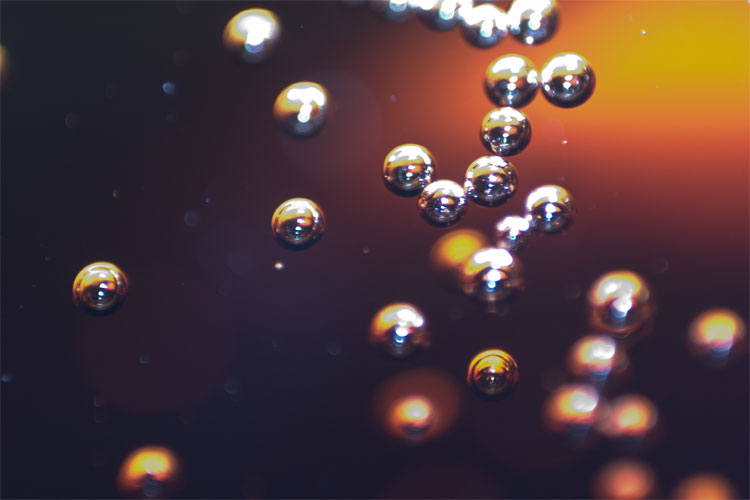
Fotografia macro de bolhas na bebida Coca-Cola

É formado quando se dilui o dióxido de carbono (gás carbônico, CO2) em água. Nestas condições é instável, mantendo um equilíbrio em:
CO2(g) + H2O(l) → H2CO3(aq)
H2CO3(aq) → HCO3-(aq) + H+(aq)
HCO3-(aq) → CO32-(aq) + H+(aq)
O ácido puro não pode ser isolado, apesar de poder ser produzido em soluções de éster a menos 30 graus Celsius. O ácido carbônico dá origem a dois sais: carbonatos e monohidrogenocarbonatos. É um ácido fraco porque tem preferência a se decompor, sobrando poucas moléculas para se ionizarem.O que faz com que a dissolução do solvente seja lenta, tornando as partículas cada vez menores, por isso existe turvação da água e é difícil que exista deposição da substância sólida que se pretende diluir.
Atualmente, existem pesquisas que revelam que o ácido carbônico puro pode ser obtido no estado sólido e no estado gasoso, na ausência total de água, que atua como catalisadora na sua decomposição. Encontrado na cerveja, água tônica. O ácido carbônico é responsável pelo gás nos refrigerantes. Decompõe-se em bolhas de água de carbono.
Ka a 25 °C= 4.45E-7

## Reações Químicas
Ácido Carbônico Reage Com Bases Formando Carbonatos E Bicarbonatos 
Exemplos:
H2CO3(aq) + 2 Na+(aq) + 2 OH-(aq) → Na2CO3(aq) + 2 H2O(l)
H2CO3(aq) + 2 Ca2+(aq) + 2 OH-(aq) →
CaCO3(s) + 2 H2O(l)
H2CO3(aq) + Na+(aq) + OH-(aq) →
NaHCO3 (aq) + H2O(aq)